# 大北方、皮卡迪利及布朗普頓鐵路

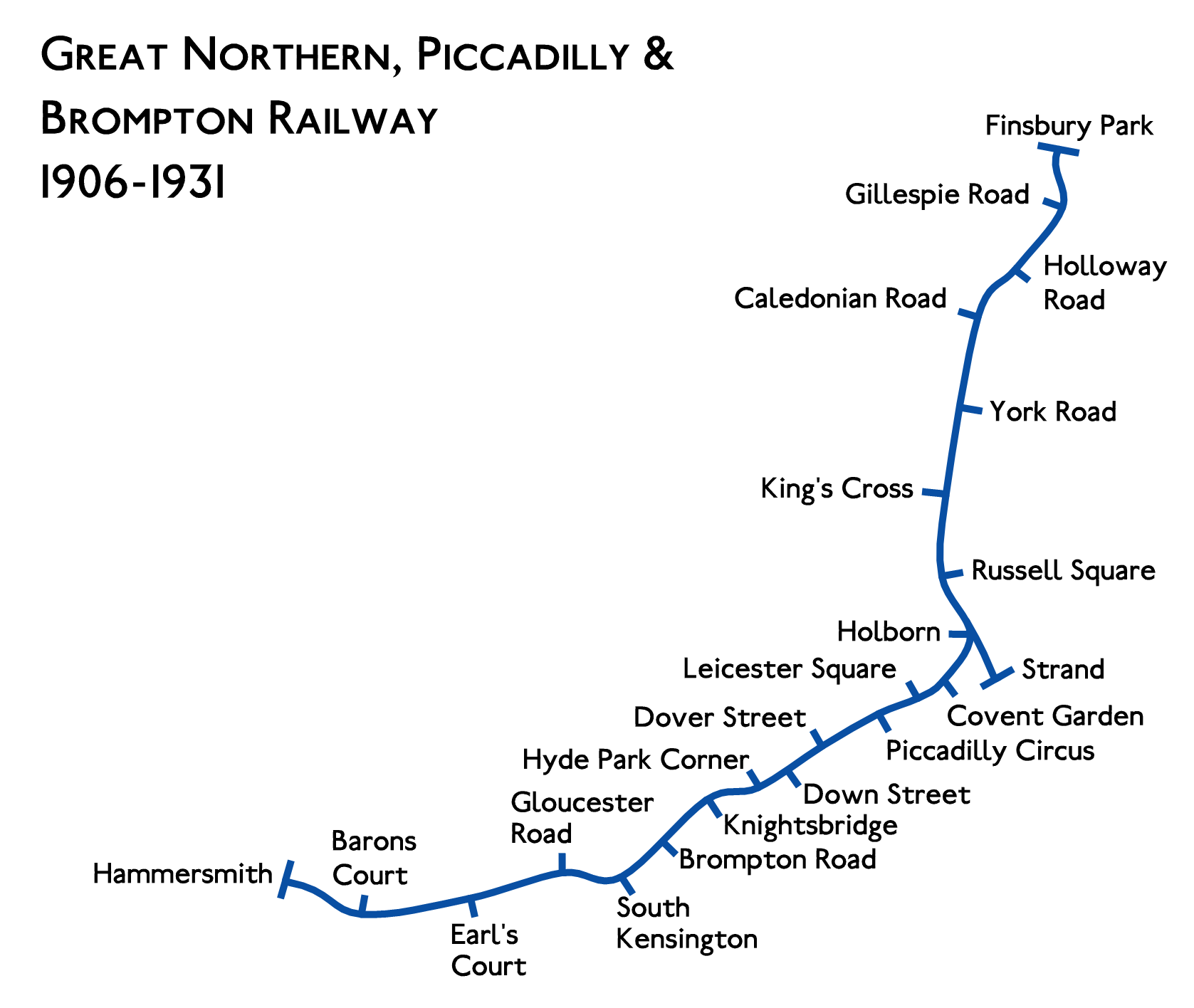
大北方、皮卡迪利及布朗普頓鐵路的路綫圖

大北方、皮卡迪利及布朗普頓鐵路（英語：Great Northern, Piccadilly and Brompton Railway），簡稱 GNP&BR，亦稱皮卡迪利管子，是一間在1902年成立的鐵路公司，其在倫敦興建了一條深層地下鐵路。公司由兩間鐵路公司，布朗普頓及皮卡迪利圓環鐵路（B&PCR）和大北方及河岸鐵路（GN&SR）併合而成，亦融合了區域鐵路部分計畫中的路線。此公司是倫敦地下電氣鐵路公司（UERL）的子公司。

## 成立

### 起源
B&PCR 和 GN&SR 於1896年和1898年分別建立，但施工因為公司正在尋求資金而需要延遲。

#### 1896年，布朗普頓及皮卡迪利圓環鐵路（B&PCR）

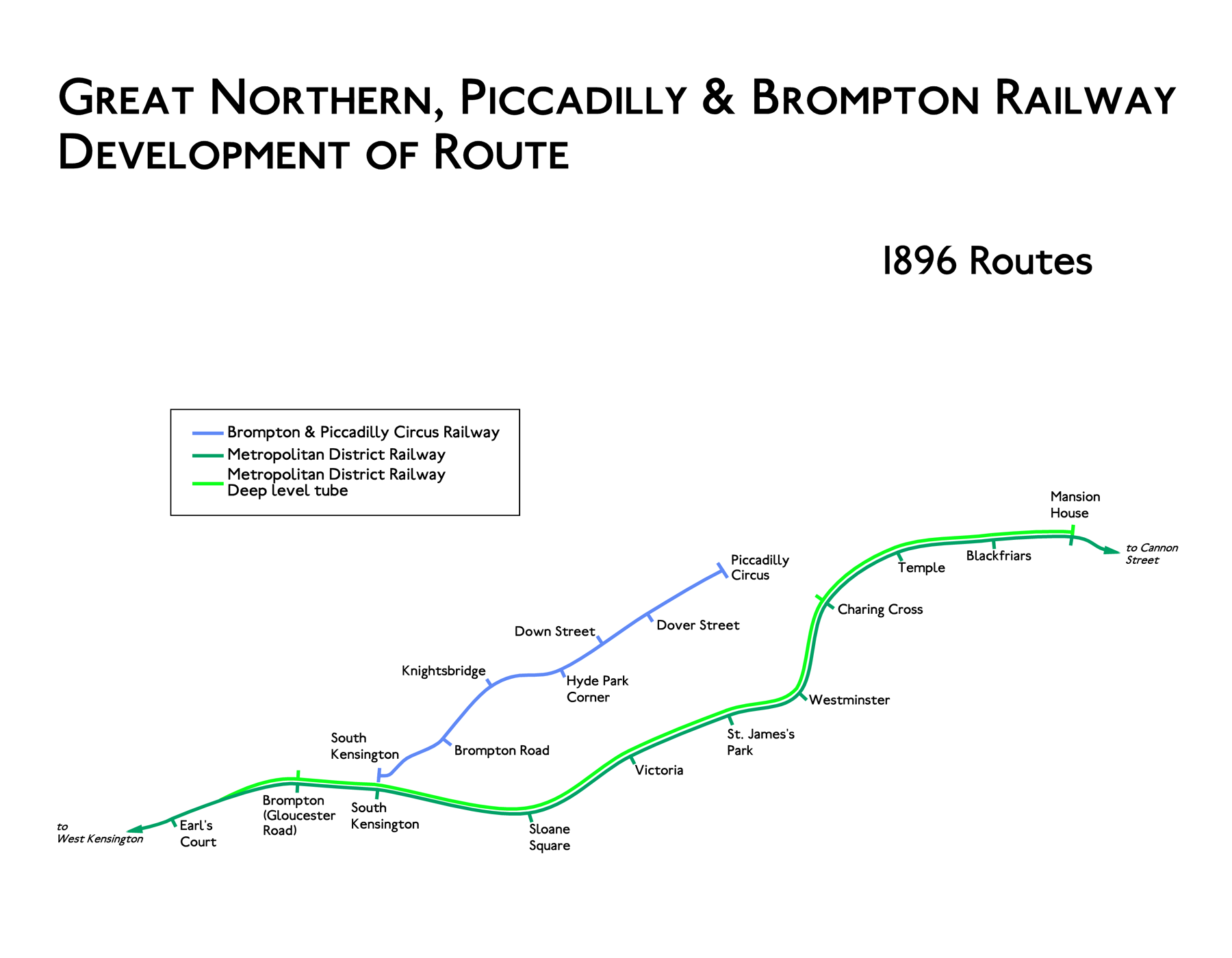
1896年，B&PCR 和區域鐵路深層地鐵路線

1896年11月，國會收到了一份關於興建布朗普頓及皮卡迪利圓環鐵路  (B&PCR) 的私人法案。 線路原定興建一條由鄰近皮卡迪利圓環的空氣街直至南肯辛頓的博覽會路的隧道，沿途經過皮卡迪利街，騎士橋，布朗普頓路和瑟洛广场；在多佛街，下街，海德公园角，骑士桥和布朗普顿路設置中途站；於南肯辛頓以東將設置一條支線，連接布朗普頓路南側，約文巷盡頭的車廠。電力將由距離南肯辛頓總站以南一英里，泰晤士河北岸、西布朗普頓的洛斯路上新建的發電廠供應。 得到國會的批准後，法案在1897年8月6日得到了御准，稱為《1897年布朗普頓及皮卡迪利圓環鐵路法案》。

#### 1896年，區域铁路的深层地鐵
在1896年區域铁路（DR）提交了一项就興建深层地鐵的法案，將在現有線路之下，格洛斯特路站和市長官邸站之間興建。 
DR 一直都是以蒸汽火车在其明挖回填式隧道中的線路上运行。為了减轻沿線的挤拥，公司计划興建一條快线，只在查林十字設一個中途站 (现在的堤岸站)，而在格洛斯特路以西连接到现有线路上的伯爵宮站。 像B&PCR一樣，深层地鐵将以电动火车運行，所以 DR 計畫在華林綠地（現在的富勒姆大道站）的旁邊建立一个发电站 。法案在1897年8月6日获得批准，稱為《1897年大都会區域鐵路法案》。

#### 1898年，大北方和河岸鐵路（GN&SR）

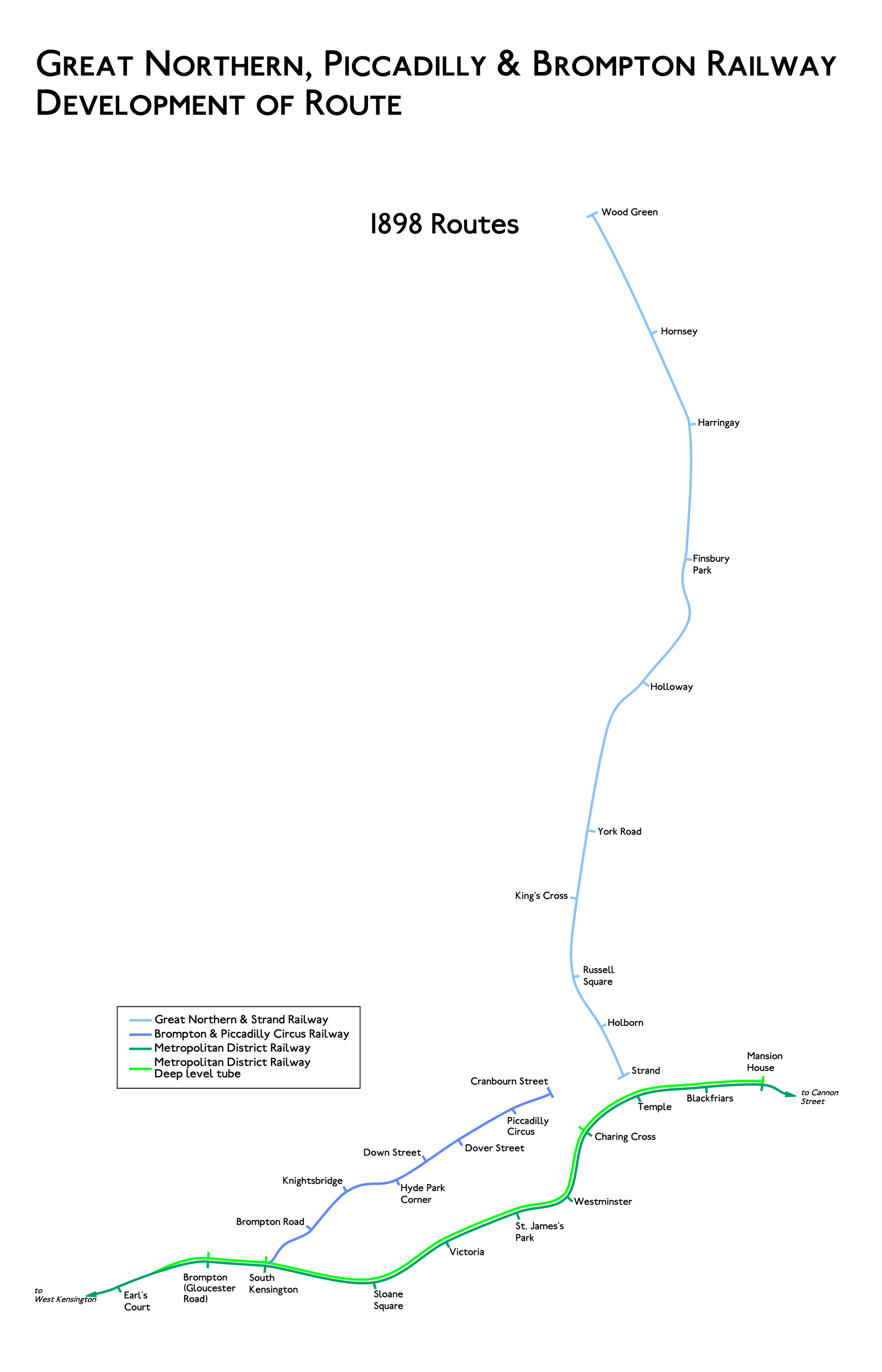
1898年，B&PCR、GN&SR和DR的路线

1898年11月，大北方和河岸鐵路（GN&SR）宣布興建一條管式铁路，从伍德格林到河岸街以北斯坦豪街。 从国王十字车站運營的大北方鐵路（GNR） 是 GN&SR 的支持者：这條新鐵路可以舒緩其路线的擠擁。 GN&SR 的線路將之在 GNR 本線從伍德格林（現在的亞歷山德拉宮站）到芬斯伯里公園站的地下运行。 然後，線路呈西南通过霍洛威到国王十字，再向南至布鲁姆斯伯里和霍本。沿途在 GNR 的霍恩西站，夏靈基站和芬斯伯里公園站，和在霍洛威，約道，国王十字， 罗素广场和霍本設中途站。 發电站將之於基利士比路上GNR本線旁邊設立。 当伦敦市理事会计划修建國王路的和 奥德維奇的時候，斯坦豪街預計會被拆除。因此，線路的南部终点站遷移至两條新的道路的交界。 1899年8月1日，法案獲得通過，並颁布為《1899年大北方和河岸鐵路法案》。

## 合併後的發展
1902年，已经控制著區域鐵路的 UERL ，吸納了两家公司，而且快速地筹集足夠主要來自外国投资者的資金。 公司计划了一些不同的线路，但大多数被議會拒绝了。
1906年鐵路開業，本線由漢默史密斯至芬斯貝利公園，共22 站， 14.17 公里。此外，亦有一條長 720 米的支線，連接霍本和河岸。 大部分的綫路為雙管隧道，只有在西端有 1.1 米是地面綫路。 在開業的第一年內，管理層與投資者對於 GNP&BR 與其他 UERL 鐵路線乘客數量的預計過於樂觀。 
尽管公司進行改善了一体化和其他地鐵線的合作，其財政仍然陷入困境。1933年，鐵路和 UERL 其餘的鐵路線被公有化。 今天，GNP&BR 的隧道和车站的形成皮卡迪利線的中央部分。